# دوتیو

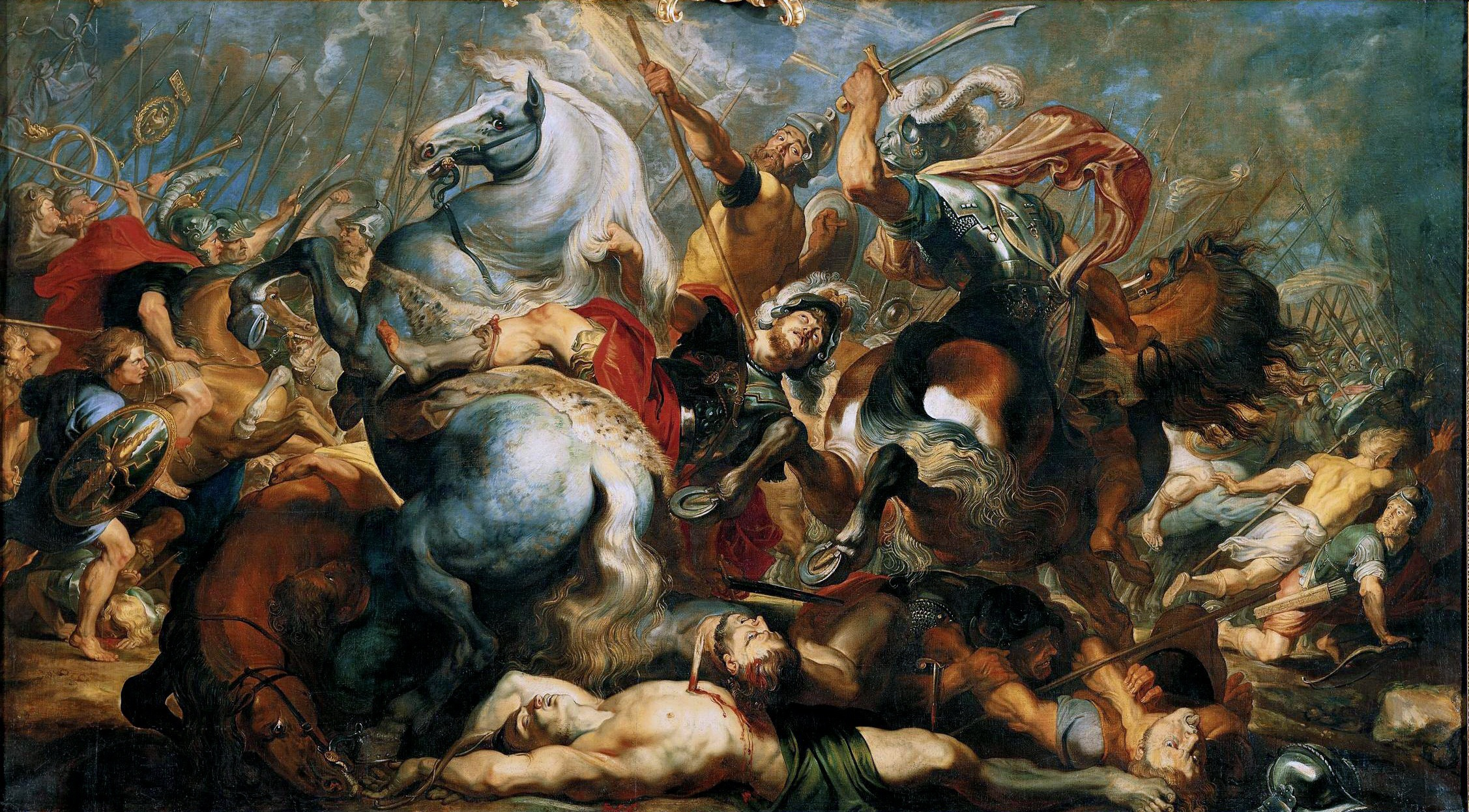
نقاشی از بازنمود دوتیو

دوتیو (به لاتین: Devotio) در دین در روم باستان، شکلی افراطی از نذر در آیین رومی (واژه‌نامه دین روم باستان) بود که در آن یک ژنرال رومی عهد کرد که در ازای حمایت از پیروزی توسط خدایان، جان خود را در نبرد با دشمن فدا کند. گسترده‌ترین توصیف این آیین را تیتوس لیویوس،تاریخ‌نگار رومی، در مورد از خودگذشتگی ژنرال رومی پابیلوس دسیوس ماس در ۳۴۰ قبل از میلاد ارائه کرده‌است.